# Exochus flavipes
Exochus flavipes là một loài tò vò trong họ Ichneumonidae.